# Rothwell Corinthians F.C.
Rothwell Corinthians F.C. là câu lạc bộ bóng đá Anh tọa lạc ở Rothwell, Northamptonshire. Họ đang thi đấu ở United Counties League Division One.

## Lịch sử
Rothwell Corinthians thành lập năm 1934 như là một đội trẻ của nhà thờ, gia nhập Kettering Amateur League, mà sau đó trở thành East Midlands Alliance. Trong nhiều năm, Corinthians phải sống dưới cái bóng của đội láng giềng Rothwell Town.
CLB bắt đầu thi đấu tại công viên giải trí địa phương, rồi chuyển đến sân cricket của Rothwell Town đầu những năm 1980, và bắt đầu chỉ đạo công việc nghiêm túc hơn. East Midlands Alliance nâng đỡ các trận đấu của họ khá nhiều, và năm 1984 Corinthians thăng hạng lên Premier Division. CLB mua vùng đất ở Desborough Road. Sân vận động hiện tại của họ mở cửa từ năm 1986.
Mùa giải 1989–90 Corinthians vô địch Premier Division lần đầu tiên, và tương tự trong mùa giải 1994–95. Dựa theo cuộc thảo luận với ủy ban huấn luyện, Corinthians được phép gia nhập vào United Counties League từ mùa giải 1995–96. Việc cải thiện mặt sân vẫn tiếp tục; dàn đèn pha được lắp đặt năm 1999, và CLB được phép tham gia FA Vase.
CLB có mùa giải thành công nhất ở mùa 2007–08, kết thúc tại vị trí thứ 3 ở Division One, và được quyền thăng hạng lên chơi ở Premier Division.
Mùa giải 2014–15, Rothwell Corinthians thi đấu ở United Counties League Division One, dẫn dắt bởi HLV Shaun Sparrow.

## Nhân viên
| Chủ tịch                  | Mick Whittemore |
| Phó chủ tịch              | Mick Cross |
| Thư ký                    | Mark Budworth |
| Thủ quỹ                   | May Clelland |
| Ủy ban                    | Cath Ielapi, Frank Ielapi, Mick Johnson, Mick Joy, Amy Loake, Danny Loake, Jade Loake, Andy Pawluk, David Rhinds, Bev Roberts, Paul Smith, Deborah Whittemore |
| Huấn luyện viện đội chính | Shaun Sparrow |
| Huấn luyện viên đội dự bị | Steve Malone |
| Huấn luyện viên đội U18   | Andy McClaren |